# Славица Джукич-Деянович
Славица Джукич-Деянович (на сръбски: Slavica Ђukiћ-Dejanoviћ) е сръбска политическа деятелка, председателка на Скупщината и временно изпълняваща длъжността президент на Сърбия.
Дългогодишен член е на Социалистическата партия на Сърбия. Министър е на семейните грижи в правителството на Миломир Минич, председателства Народното събрание на Сърбия от 2008 до 2012 г., президент е на Сърбия след оставката на Борис Тадич, а след това министър на здравеопазването от 2012 до 2014 г., министър без портфейл, отговарящ за демографията и демографската политика от 2016 до 2020 г., министър на образованието от 2023 г.

## Биография
Деянович е родена на 4 юли 1951 г. в Рача, близо до Крагуевац, където завършва основно и средно училище. Завършва Медицинския факултет на Белградския университет, получава магистърска степен през 1983 г. и докторска степен. през 1986 г.
Освен сръбски, тя говори английски и руски. Нейният съпруг, Ранко Деянович, участва в спорната приватизация на Zastava Elektro през 2000-те години и срещу него е повдигнато обвинение в съда в Крагуевац.

### Професионална кариера
Деянович работи в Медицинския факултет на Университета в Крагуевац от 1982 г., където първо е асистент, след това доцент, от 1996 г. е редовен професор. Директорка на Клинично-болничния център в Крагуевац от 1995 до 2001 г., когато е отстранена от ръководни функции, но остава да работи като лекар. Деянович е директорка на Клиниката по психиатрия в Крагуевац, заместник-декан на Медицинския факултет и вицепрезидент на Асоциацията на психиатрите на Сърбия. Била е президент на Комисията по лекарствата и член на Управителния съвет на медицинските изследвания в отдела за наука и технологии.

### Политическа кариера
Паралелно с лекарската си кариера Деянович гради и политическа кариера. Тя става член на Лигата на комунистите на Югославия, когато е на 18 години. Председателка е на Постоянната конференция за действие на Лигата и член на Общинския комитет на Лигата за Крагуевац. Деянович е член на Социалистическата партия на Сърбия (СПС) от септември 1990 г. Член на Главния съвет, Изпълнителния комитет на СПС и председател на Областния комитет на СПС в Крагуевац. Избрана е за вицепрезидент на СПС за първи път през 1996 г. и остава на тази позиция до април 1997 г., избрана е отново за същата позиция през май 2002 и преизбрана през декември 2006 г. Два мандата тя е депутат в Народното събрание на Сърбия и два мандата е федерален депутат. Във временното сръбско правителство между октомври 2000 и януари 2001 г. е министър на грижите за семейството.
На 25 юни 2008 г. Деянович е избрана за председател на Народното събрание на Сърбия. След решението на президента Борис Тадич да подаде оставка и да търси преизбиране на сръбските президентски избори през 2012 г. Славица Джукич Деянович става изпълняващ длъжността президент на Сърбия на 5 април 2012 г.
Тя е министър на здравеопазването от 27 юли 2012 до 27 април 2014 г. и министър без портфейл от 2016 до 2020 г. След напускане на правителството започва работа в болница Acibadem Bel Medic.
През юни 2023 г. тя е предложена от правителството на Сърбия за министър на образованието след оставката на Бранко Ружич.